# Большой Яман
Большой Яман — река в России, протекает по территории Котельничского и Арбажского районов. Устье реки находится в 28 км по левому берегу реки Боковая. Длина реки составляет 11 км.
Река течёт на юго-запад, всё течение реки проходит по заболоченному, ненаселённому лесному массиву. Впадает в Боковую выше деревни Косолапово.

## Данные водного реестра
По данным государственного водного реестра России относится к Камскому бассейновому округу, водохозяйственный участок реки — Вятка от города Котельнич до водомерного поста посёлка городского типа Аркуль, речной подбассейн реки — Вятка. Речной бассейн реки — Кама.
По данным геоинформационной системы водохозяйственного районирования территории РФ, подготовленной Федеральным агентством водных ресурсов:
- Код водного объекта в государственном водном реестре — 10010300412111100036856
- Код по гидрологической изученности (ГИ) — 111103685
- Код бассейна — 10.01.03.004
- Номер тома по ГИ — 11
- Выпуск по ГИ — 1